# イシノサンデー
イシノサンデー（欧字名:Ishino Sunday、1993年5月29日 - 2024年8月18日）は、日本の競走馬、種牡馬。
1996年の皐月賞（GI）優勝馬である。同年のダービーグランプリ、翌1997年の京都金杯（GIII）で優勝した。史上初の芝とダートの変則2冠馬である。

## 経歴

### デビューまで

#### 誕生までの経緯
ジェフォリーは、父アリダーの牝馬である。アメリカ合衆国で生産され、同地で走り、1990年のニジャナステークス（G3）を優勝、ハリウッドオークス（G1）2着、モンマスステークス（G2）3着など、16戦3勝の成績を残した。引退後は、繁殖牝馬となり、アメリカの三冠馬であるシアトルスルーと交配。翌1991年、シアトルスルーを孕んだ状態で日本に輸入された。日本の馬主である株式会社イシノ、株式会社イシジマの石嶋清仁が所有し、北海道静内町の服部和則牧場に託された。
服部牧場は、服部英男が1960年代に稲作と牧畜に並行して、競走馬生産に着手したことに始まっていた。活躍馬には、無敗のデビュー4連勝で1970年クラシックを迎えたが、故障で出走できなかったタマアラシがいた。繁殖牝馬の数を増やし、競走馬生産に専念し始めた頃、英男から息子、かつて日高軽種馬農業協同組合の獣医師だった服部和則に受け継がれていた。
服部牧場に来たジェフォリーは1992年、父シアトルスルーの初仔を産む。そして同年の種付けでは、供用されて2年目、まだ産駒が走っていなかったサンデーサイレンスが選ばれた。
石嶋は、血統に非常に関心があり、これまで自らイシノヒカルを生み出すなど、交配相手を決めていた。石嶋は、最も期待している繁殖牝馬に託そうと考えて用意していた、サンデーサイレンスの種牡馬株をジェフォリーに割り当てる。石嶋は、「父系、母系ともにノーザンダンサーの血脈を持たないことになるので、もし牝馬が生まれても、将来、繁殖にするのにいいなと思ったから」だと振り返っている。
ただジェフォリーは、発情が周期的でなく、受精がしにくい体質だった。そのため、4回もサンデーサイレンスのもとに通い、種付けシーズン晩期の7月に受胎を果たす。そして翌1993年5月29日、栗毛の牡馬である2番仔（後のイシノサンデー）が誕生する。ほとんど6月生まれという、遅生まれだった。栗毛の四白流星を持つ2番仔を見た石嶋は、初めて見た際「なんときれいな馬だろう。サンデーサイレンスというのはこんなにきれいな馬を出すのか」と思ったという。

#### 幼駒時代
遅生まれであることから、同期と比べて体が小さかった。そのため、牧場スタッフに囲まれながら過ごしていた。体が小さい以外に問題はなく、病気や怪我に見舞われず、人の手がかからなかった。獣医師の服部和則の方針のもと、2歳5月から昼夜放牧が施される。同期に劣った部分は、時間が解決し、2歳秋には遅生まれの面影はなくなっていたという。石嶋所有のもと、冠名を含んだ「イシノサンデー」と命名される。イシノサンデーは、中央競馬・栗東トレーニングセンター所属の山内研二厩舎に入厩する。山内厩舎入厩は、イシノサンデーが誕生する前から決定していたことだった。
シアトルスルーの産駒を管理したかった山内は、当初、ジェフォリーの初仔（父:シアトルスルー）を気に入り、管理を申し出ていた。ところが初仔は、美浦トレーニングセンター所属の藤沢和雄厩舎入厩が既に決まっていた。しかし山内は、ジェフォリーにも魅せられていた。服部は初仔には先約があると伝えた際に、まもなく産まれる2番仔の存在を打ち明け、山内の2番仔の管理が決定している。
イシノサンデーの調教の動きに手応えを感じた山内は、デビュー6年目の騎手四位洋文に声を掛けていた。四位は、それに応えて調教に騎乗し、以後主戦となる。

### 競走馬時代

#### 皐月賞まで
3歳となった1995年9月2日、函館競馬場の新馬戦（芝1800メートル）にて、四位が騎乗しデビューを果たした。1番人気だった。前半の1000メートルを66秒台で通過するスローペースの中、3番手を追走し、直線で抜け出し初勝利を挙げる。続いて9月24日、同条件のオープン競走に2番人気で出走。雨に見舞われた中、直線伸びず3着となる。
次走は京都競馬場の黄菊賞（500万円以下）に臨む。ここも前走敗れた雨がちの天気だったが、エイシンガイモンやスギノハヤカゼを相手に2番人気に推された。この日のイシノサンデーは過度に興奮していたため、進んで前進しようとしなかったため四位が促し続けていた。中団の7番手追走で最終コーナーを通過。直線では、促され続けていたにもかかわらず末脚が利いた。先行するエイシンガイモンを差し切り優勝、2勝目を挙げる。走破タイムは、この世代のこの距離において、その時点での3歳戦で最も早かった。
12月23日、ラジオたんぱ杯3歳ステークス（GIII）で重賞初出走。ダンスインザダーク、タイキフォーチュン、ロイヤルタッチを抑えて1番人気に推された。中団を追走するが、スローペースだったため第3コーナーで3番手まで位置を押し上げた。直線ではダンスインザダークを突き放して抜け出したが、背後に構えていたロイヤルタッチに並ばれる。2頭が競り合って一騎打ちとなり、ゴール手前までもつれたが、ロイヤルタッチにアタマ差先着を許した。ただしダンスインザダーク、ヤマニンメテオールなどと続く3着以下に3馬身半差をつける2着だった。
年をまたいで1996年、4歳となって初戦には1月20日、東京競馬場芝1800メートルのジュニアカップ（OP）を選ぶ。東京コースに慣れるため、そして勝利の味を思い出すために、重賞ではなく敢えてオープン競走を選んでいた。しかし当日、雪が降ったために、走路がダートに振り替えられて行われる。5頭立て、1倍台の1番人気だった。イシノサンデーは、直線で持ったまま抜け出して独走状態になると、勝利を確信して追われなかったが、後続の接近を許さず2着に5馬身差をつけて3勝目を挙げる。阿部珠樹によれば、勝ちっぷりは「おそらく追っていれば、大差がついていただろう」というものだった。
山内は、この春の大目標を東京優駿（日本ダービー）に据え、とりあえずの目標を皐月賞とする。出走に必要な賞金は、ほぼ確保していたが3月3日、皐月賞のトライアル競走である弥生賞（GII）に臨む。前年末に下したダンスインザダークとの対決に注目が集まり、オッズは接近するもイシノサンデーが1番人気に推される。スタートから先行、スローペースのなかを追走したため、道中では折り合いが欠くところも見られた。第3コーナーから進出して前との差を縮め、直線では3番人気ツクバシンフォニーとの競り合いとなる。しかし、後方に構えていたダンスインザダークが外から末脚を利かせて追い上げており、まとめて差し切られた。おまけにツクバシンフォニーとの競り合いにも敗れて3着となる。皐月賞の優先出走権は獲得する。

#### 皐月賞
4月14日、当面の目標である皐月賞（GI）に臨む。注目されたのは、クラシック戦線に躍り出た「サンデーサイレンス四天王」と呼ばれたサンデーサイレンスの2年目産駒4頭だった。そのうちの3頭が、前年暮れのラジオたんぱ杯3歳ステークスでワンツースリーを決めたロイヤルタッチ、イシノサンデー、ダンスインザダークであり、もう1頭が同じく暮れの朝日杯3歳ステークスを優勝したバブルガムフェローだった。ロイヤルタッチとダンスインザダークが対決した2月のきさらぎ賞は、ワンツーを決めて再びロイヤルタッチが先着。そしてイシノサンデーとダンスインザダークが対決した弥生賞は、ダンスインザダークが先着。一方、バブルガムフェローは、他3頭との対決がなかった。トライアル競走では、弥生賞に先の2頭、バブルガムフェローはスプリングステークスを選び優勝、ロイヤルタッチは若葉ステークスを選び、初めての敗戦を喫していた。「四天王」では4連勝中、GI優勝馬のバブルガムフェローが最有力候補とされていた。

しかしバブルガムフェローは、レース1週間前に骨折し、春のクラシック出走不能となる。それから同じくトライアルを制したダンスインザダークが熱発に冒されて回避する。「四天王」のうち、2頭が不在となり、1番人気に推されたのは「四天王」の一角・ロイヤルタッチだった。しかしもう1頭のイシノサンデーは、これに続くことができなかった。2番人気は、京成杯と共同通信杯を連勝で制したサクラスピードオーであり、3番人気は、ロイヤルタッチを下し無敗で臨むミナモトマリノスだった。そしてイシノサンデーは4番人気だった。5番人気チアズサイレンスまでがオッズ一桁台であり「混戦」だったという。
3枠5番を得たイシノサンデーは、好スタートを切るが、先手は譲って中団内側に控える。逃げるサクラスピードオーを先行勢、後方勢が差を縮めながら、最終コーナーを通過する。イシノサンデーは中団外に持ち出してから、直線でスパート。末脚で以て、サクラスピードオーやミナモトマリノスをかわして封じ、背後にいたロイヤルタッチの接近を許さなかった。ロイヤルタッチに4分の3馬身差をつけて、先頭で入線する。
ただし直後に、審議のランプが点灯する。イシノサンデーは、直線で末脚を使って抜け出すときに、大きく内側に斜行してしまっていた。その斜行により、進路が塞がったのが、脚を溜めて仕掛けを企んでいた3番人気ミナモトマリノスだった。ミナモトマリノスは不利を脱してから、遅れて追い上げたため、スムーズに抜け出したイシノサンデーには敵わず4位で入線していた。妨害した四位も不利を自覚しており、入線直後は喜ぶしぐさを見せていなかった。結果は、降着処分には該当せず、イシノサンデーの1着が確定する。ただし四位には、過怠金5万円の処分が下った。
皐月賞を優勝、初重賞並びに、初GI勝利を挙げる。また四位はクラシック初勝利、皐月賞初騎乗初優勝だった。加えてサンデーサイレンス産駒は、前年のジェニュインに次ぐ優勝で連覇。種牡馬の皐月賞連覇は、プライオリーパーク（1939年ロツクパーク、1940年ウアルドマイン）、プリメロ（1949年トサミドリ、1950年クモノハナ）以来史上3頭目だった。さらに、2着は入線通りロイヤルタッチで確定したことから「四天王」の残り2頭でワンツーフィニッシュを果たしている。前年の2着以内は初年度産駒のジェニュイン、タヤスツヨシであり、2年連続でサンデーサイレンス産駒がワンツーを独占した。

#### ダート転向
皐月賞優勝後はクラシック二冠目、6月2日の東京優駿（GI）に臨む。ダンスインザダークが戦線に復帰し、四天王のうち、3頭が顔を揃えることとなった。3頭は3番人気までを占めたが、ダンスインザダークが1番人気、皐月賞2着のロイヤルタッチが2番人気、そして3頭で唯一のGI優勝馬イシノサンデーは、それより劣る3番人気だった。次いで有力視されたのはサクラスピードオーや、ミナモトマリノスだったが、優勝は、2戦2勝の新星7番人気フサイチコンコルドだった。イシノサンデーは、直線で伸びあぐねて6着、人気3頭では、最下位だった。
その後は、北海道門別町の上野育成牧場にて夏休みとなる。秋は菊花賞を目指して8月初頭に帰厩していた。山内は夏で、もう一皮剥けてほしいと考えていたが、帰厩後は「もうひとつ物足りなかった」という。よって目標を菊花賞としながらも、詳細な予定を決めていなかった。菊花賞を目標として9月23日、そのトライアル競走であるセントライト記念（GII）で始動する。2200メートル戦で1番人気に推されるも、直線で鈍く4着敗退する。続いて10月13日、同じくトライアルの京都新聞杯（GII）を試すも、再び鈍く5着となっていた。2200メートルや2400メートルの3連敗から、3000メートルの適性はないと見限り、菊花賞を回避。山内は翻って、春に偶然走らされたダートへの転向を決断した。
菊花賞を2日前に控えた11月1日、大井競馬場のスーパーダートダービーで転向初戦、地方競馬初戦を迎える。騎手は、山内と親交深い船橋競馬場の川島正行調教師の取り計らいで、船橋のトップジョッキーである石崎隆之が配されていた。この年は、中央競馬・中山競馬場のユニコーンステークス、南関東競馬・大井のスーパーダートダービー、岩手競馬・盛岡競馬場のダービーグランプリからなる「4歳ダート三冠」路線が整備された年であり、中央と地方の人馬の交流が始まったばかりだった。そんな中、その初年度に中央のクラシックホースが地方に参戦するという事象は、多大な注目を集めていた。相手には、ダート三冠の一冠目を制したシンコウウインディ、同じように春に一度だけダートで勝利したことがあり、芝で今一つのザフォリアなどの中央勢と、東京王冠賞を制したキクノウイン、東京ダービーを制したセントリックの地方勢がいたが、それらを上回る1番人気に推されていた。
スタート直後から逃げに出た9番人気サンライフテイオーに対して、イシノサンデーは4.5番手で構えていた。最終コーナーにかけて、後方にいたシンコウウインディらが先に動いてサンライフテイオーに並びかけて横一線となっていた。一方、サンライフテイオーの背後、最も内にいたイシノサンデーは横一線に阻まれて、進路を見出せなかった。直線半ばを過ぎて、外に持ち出してから遅れて追い上げたが、逃げ粘るサンライフテイオー、競りかけるシンコウウインディを差し切るには至らず。サンライフテイオーが逃げ切りを果たし、イシノサンデーは1馬身半遅れる3着だった。

続いて11月23日、三冠の最終戦ダービーグランプリに臨む。石崎が続投した。サンライフテイオー、シンコウウインディとの再戦となる中、シンコウウインディが1番人気であり、次ぐ2番人気だった。
スタートから中団を追走する、背後にシンコウウインディがおりマークを受ける形だった。第3コーナーからシンコウウインディに先駆けて早めに進出し好位を確保、最終コーナーから直線に差し掛かるとまもなく先頭を奪取した。直線では、4番人気のJRAユーコーマイケルのみ接近して来たが、突き放した。2着ユーコーマイケルに1馬身半、3着以下に5馬身以上の差をつけて入線。ダート重賞初勝利を挙げる。阿部珠樹によれば「同じ年に芝とダートでGIに相当するレースを勝った」のは、イシノサンデーが初めてだという。

#### 古馬時代
5歳となった1997年は、初日の京都金杯（GIII）から始動する。トップハンデとなる負担重量57.5キログラムを背負った。ユウトウセイやフェアダンスが相手だったが、芝への再転向が信頼されず、3番人気に留まった。イシノサンデーは、4、5番手を追走し、直線で抜け出し、突き放していた。ユウトウセイに2馬身差をつけて、重賞連勝を果たした。前年のクラシック優勝馬が京都金杯を制したのは、1966年キーストン、1969年インターグシケンに次いで28年ぶり3頭目のことだった。またトップハンデの優勝は、1991年ダイユウサク以来6年ぶりだった。
その後は、3月下旬のドバイワールドカップを目指してダートに再転向、川崎記念、フェブラリーステークスに進むも、入着できなかった。その後は、芝に専念したが、勝利から遠ざかった。6歳となった1998年、屈腱炎をきたして、競走馬を引退する。

## 種牡馬時代
1999年より種牡馬となる。千葉の馬産復興を志す生産者のラブコールに応えて、日本軽種馬協会（JBBA）が所有のもと、千葉県の下総種馬場で供用された。その後、青森県の七戸種馬場、鹿児島県の九州種馬場、七戸を経て、2009年シーズンから静内種馬場、2011年から十勝軽種馬農協種馬所、2013年から静内で供用された。
2016年を以て種牡馬を引退、2016年10月14日を以て用途変更となる。その後は余生を静内種馬場で送り、JBBA生産育成技術者研修の種馬場実習の指導馬としても活躍していた。
2024年8月18日、老衰のため死亡した。31歳没。サンデーサイレンス産駒でG1勝ちをした馬では現時点で最も長生きした競走馬であった。

### 主な産駒
- 2000年産
  - イシノファミリー（若潮盃、東京湾カップ、報知グランプリカップ、総の国オープン）[64]
  - エスプリシルバー（セプテンバーフラワー賞、キングビジョン賞）[65]
- 2002年産
  - カントリーウーマン（白菊賞）[66]

## 競走成績
以下の内容は、netkeiba.comおよびJBISサーチ、『優駿』2007年4月号の情報に基づく。
| 競走日 | 競走日 | 競走日 | 競馬場 | 競走名                 | 格      | 距離 （馬場） | 頭 数 | 枠 番 | 馬 番 | オッズ （人気） | オッズ （人気） | 着順 | タイム （上り3F） | 着差 | 騎手     | 斤量 [kg] | 1着馬 （2着馬）      | 馬体重 [kg] |
| ------ | ------ | ------ | ------ | ---------------------- | ------- | ------------- | ----- | ----- | ----- | --------------- | --------------- | ---- | ----------------- | ---- | -------- | --------- | -------------------- | ----------- |
| 1995.  | 09.    | 02     | 函館   | 3歳新馬                |         | 芝1800m（良） | 7     | 5     | 5     | 01.4            | （1人）         | 01着 | 1:55.3（36.3）    | -0.2 | 四位洋文 | 55        | (ユノペンタゴン)     | 460         |
|        | 09.    | 24     | 函館   | 3歳オープン            | OP      | 芝1800m（良） | 11    | 8     | 10    | 02.9            | （2人）         | 03着 | 1:52.2（37.4）    | -0.4 | 松永幹夫 | 53        | エクセレトシャトー   | 464         |
|        | 10.    | 29     | 京都   | 黄菊賞                 | 500万下 | 芝1600m（良） | 16    | 4     | 8     | 03.8            | （2人）         | 01着 | 1:34.3（35.3）    | -0.2 | 四位洋文 | 53        | (エイシンガイモン)   | 460         |
|        | 12.    | 23     | 阪神   | ラジオたんぱ杯3歳S     | GIII    | 芝2000m（良） | 15    | 6     | 10    | 02.4            | （1人）         | 02着 | 2:02.7（35.0）    | -0.0 | 四位洋文 | 54        | ロイヤルタッチ       | 474         |
| 1996.  | 01.    | 20     | 東京   | ジュニアC              | OP      | ダ1600m（重） | 5     | 5     | 5     | 01.2            | （1人）         | 01着 | 1:38.9（37.4）    | -0.8 | 四位洋文 | 56        | (グランキャノネイド) | 468         |
|        | 03.    | 03     | 中山   | 弥生賞                 | GII     | 芝2000m（良） | 13    | 7     | 11    | 01.9            | （1人）         | 03着 | 2:02.9（35.5）    | -0.2 | 四位洋文 | 55        | ダンスインザダーク   | 470         |
|        | 04.    | 14     | 中山   | 皐月賞                 | GI      | 芝2000m（良） | 18    | 3     | 5     | 06.1            | （4人）         | 01着 | 2:00.7（35.5）    | -0.1 | 四位洋文 | 57        | (ロイヤルタッチ)     | 464         |
|        | 06.    | 02     | 東京   | 東京優駿               | GI      | 芝2400m（良） | 17    | 5     | 10    | 06.0            | （3人）         | 06着 | 2:27.1（35.8）    | -1.0 | 四位洋文 | 57        | フサイチコンコルド   | 456         |
|        | 09.    | 23     | 中山   | セントライト記念       | GII     | 芝2200m（重） | 9     | 8     | 9     | 02.5            | （1人）         | 04着 | 2:20.7（36.1）    | -0.6 | 四位洋文 | 56        | ローゼンカバリー     | 462         |
|        | 10.    | 13     | 京都   | 京都新聞杯             | GII     | 芝2200m（良） | 11    | 5     | 5     | 05.5            | （3人）         | 05着 | 2:14.6（34.9）    | -0.5 | 四位洋文 | 54        | ダンスインザダーク   | 464         |
|        | 11.    | 01     | 大井   | スーパーダートダービー | 重賞    | ダ2000m（重） | 14    | 2     | 2     |                 | （1人）         | 03着 | 2:06.1            | -0.3 | 石崎隆之 | 57        | サンライフテイオー   | 462         |
|        | 11.    | 23     | 盛岡   | ダービーグランプリ     | 重賞    | ダ2000m（良） | 12    | 4     | 4     |                 | （2人）         | 01着 | 2:06.9            | -0.3 | 石崎隆之 | 56        | (ユーコーマイケル)   | 471         |
| 1997.  | 01.    | 05     | 京都   | 京都金杯               | GIII    | 芝2000m（良） | 16    | 1     | 1     | 05.4            | （3人）         | 01着 | 2:02.3（35.8）    | -0.3 | 四位洋文 | 57.5      | (ユウトウセイ)       | 480         |
|        | 02.    | 05     | 川崎   | 川崎記念               | 重賞    | ダ2000m（稍） | 11    | 4     | 4     |                 | （2人）         | 06着 | 2:09.1            | -2.4 | 四位洋文 | 56        | ホクトベガ           | 474         |
|        | 02.    | 16     | 東京   | フェブラリーS          | GI      | ダ1600m（不） | 16    | 2     | 3     | 08.5            | （4人）         | 09着 | 1:37.9（37.4）    | -1.9 | 佐藤哲三 | 56        | シンコウウインディ   | 474         |
|        | 03.    | 30     | 阪神   | 産経大阪杯             | GII     | 芝2000m（稍） | 9     | 1     | 1     | 05.9            | （3人）         | 06着 | 2:02.8（36.6）    | -0.8 | 河内洋   | 58        | マーベラスサンデー   | 466         |
| 1998.  | 01.    | 25     | 中山   | アメリカJCC            | GII     | 芝2200m（良） | 11    | 8     | 10    | 30.7            | （8人）         | 06着 | 2:16.3（36.3）    | -1.0 | 四位洋文 | 58        | メジロブライト       | 478         |
|        | 02.    | 15     | 京都   | 京都記念               | GII     | 芝2200m（良） | 11    | 5     | 5     | 13.5            | （6人）         | 02着 | 2:16.5（35.7）    | -0.2 | 四位洋文 | 58        | ミッドナイトベット   | 476         |
|        | 03.    | 15     | 中山   | 中山記念               | GII     | 芝1800m（良） | 9     | 3     | 3     | 04.8            | （2人）         | 05着 | 1:49.5（38.9）    | -0.9 | 蛯名正義 | 58        | サイレンススズカ     | 472         |
|        | 04.    | 05     | 阪神   | 産経大阪杯             | GII     | 芝2000m（良） | 9     | 5     | 5     | 18.6            | （4人）         | 03着 | 2:01.6（34.6）    | -0.3 | 四位洋文 | 59        | エアグルーヴ         | 478         |
|        | 05.    | 03     | 京都   | 天皇賞（春）           | GI      | 芝3200m（良） | 14    | 7     | 12    | 40.9            | （7人）         | 09着 | 3:24.5（34.8）    | -0.9 | 四位洋文 | 58        | メジロブライト       | 484         |
|        | 06.    | 14     | 東京   | 安田記念               | GI      | 芝1600m（不） | 17    | 3     | 6     | 40.6            | （9人）         | 06着 | 1:38.9（38.2）    | -1.4 | 塩村克己 | 58        | タイキシャトル       | 476         |

## 種牡馬成績

### 年度別成績
| 種付年度 | 種付頭数 | 生産頭数 | 血統登録頭数 | 出走頭数 | 勝馬頭数 | 重賞勝馬頭数 | AEI  | CPI  |
| -------- | -------- | -------- | ------------ | -------- | -------- | ------------ | ---- | ---- |
| 1999     | 66       | 42       | 41           | 37       | 20       | 1            | 0.65 |      |
| 2000     | 49       | 37       | 37           | 28       | 14       | 0            | 0.13 |      |
| 2001     | 57       | 35       | 34           | 31       | 8        | 1            | 0.23 |      |
| 2002     | 43       | 25       | 24           | 20       | 12       | 0            | 0.24 |      |
| 2003     | 46       | 32       | 32           | 27       | 15       | 0            | 0.10 |      |
| 2004     | 21       | 17       | 14           | 12       | 7        | 0            | 0.21 |      |
| 2005     | 5        | 2        | 2            | 1        | 1        | －           | 0.07 |      |
| 2006     | 7        | 6        | 6            | 5        | 3        | －           | 0.08 |      |
| 2007     | 19       | 13       | 13           | 12       | 7        | 0            | 0.05 |      |
| 2008     | 3        | 1        | 1            | 0        | －       | －           | －   |      |
| 2013     | 1        | 1        | 1            | 1        | 1        | －           | 0.09 |      |
| 合計     | 合計     | 合計     | 205          | 174      | 88       | 2            | 0.25 | 0.64 |

- 出走頭数、勝馬頭数、重賞勝馬頭数、アーニングインデックス、コンパラブルインデックスは、平地競走に限る。

## 血統表
| イシノサンデーの血統                              | イシノサンデーの血統         | イシノサンデーの血統 | （血統表の出典）     | （血統表の出典） |
| 父系                                              | サンデーサイレンス系         | サンデーサイレンス系 | サンデーサイレンス系 | [ § 2 ]          |
| 父 *サンデーサイレンス Sunday Silence 1986 青鹿毛 | 父の父Halo 1969 黒鹿毛       | Hail to Reason       | Turn-to              | Turn-to          |
| 父 *サンデーサイレンス Sunday Silence 1986 青鹿毛 | 父の父Halo 1969 黒鹿毛       | Hail to Reason       | Nothirdchance        |                  |
| 父 *サンデーサイレンス Sunday Silence 1986 青鹿毛 | 父の父Halo 1969 黒鹿毛       | Cosmah               | Cosmic Bomb          | Cosmic Bomb      |
| 父 *サンデーサイレンス Sunday Silence 1986 青鹿毛 | 父の父Halo 1969 黒鹿毛       | Cosmah               | Almahmoud            |                  |
| 父 *サンデーサイレンス Sunday Silence 1986 青鹿毛 | 父の母Wishing Well 1975 鹿毛 | Understanding        | Promised Land        | Promised Land    |
| 父 *サンデーサイレンス Sunday Silence 1986 青鹿毛 | 父の母Wishing Well 1975 鹿毛 | Understanding        | Pretty Ways          |                  |
| 父 *サンデーサイレンス Sunday Silence 1986 青鹿毛 | 父の母Wishing Well 1975 鹿毛 | Mountain Flower      | Montparnasse         | Montparnasse     |
| 父 *サンデーサイレンス Sunday Silence 1986 青鹿毛 | 父の母Wishing Well 1975 鹿毛 | Mountain Flower      | Edelweiss            |                  |
| 母 *ジェフォリー Jefforee 1987 栗毛               | 母の父Alydar 1975 栗毛       | Raise a Native       | Native Dancer        | Native Dancer    |
| 母 *ジェフォリー Jefforee 1987 栗毛               | 母の父Alydar 1975 栗毛       | Raise a Native       | Raise You            |                  |
| 母 *ジェフォリー Jefforee 1987 栗毛               | 母の父Alydar 1975 栗毛       | Sweet Tooth          | On-and-On            | On-and-On        |
| 母 *ジェフォリー Jefforee 1987 栗毛               | 母の父Alydar 1975 栗毛       | Sweet Tooth          | Plum Cake            |                  |
| 母 *ジェフォリー Jefforee 1987 栗毛               | 母の母Jeffo 1971 栗毛        | Ridan                | Nantallah            | Nantallah        |
| 母 *ジェフォリー Jefforee 1987 栗毛               | 母の母Jeffo 1971 栗毛        | Ridan                | Rough Shod           |                  |
| 母 *ジェフォリー Jefforee 1987 栗毛               | 母の母Jeffo 1971 栗毛        | Silver Service       | Prince John          | Prince John      |
| 母 *ジェフォリー Jefforee 1987 栗毛               | 母の母Jeffo 1971 栗毛        | Silver Service       | En Casserole         |                  |
| 母系(F-No.)                                       | (FN:20)                      | (FN:20)              | (FN:20)              | [ § 3 ]          |
| 5代内の近親交配                                   | Nasrullah5･5（母内）         | Nasrullah5･5（母内） | Nasrullah5･5（母内） | [ § 4 ]          |
| 出典                                              | 1. 2. 3. 4.                  | 1. 2. 3. 4.          | 1. 2. 3. 4.          | 1. 2. 3. 4.      |

- 半弟ロイヤルエンデバー（父ラムタラ）はテレビ埼玉杯、埼玉新聞杯の勝馬で全日本3歳優駿2着。
- 半弟イシノダンシング（父ダンシングブレーヴ）はスパーキングサマーカップの勝馬[71]。
- 伯母May Day Eightyの子孫にフライングアップル、ナイスミーチュー。